# Tigridia potosina
Tigridia potosina là một loài thực vật có hoa trong họ Diên vĩ. Loài này được López-Ferr. & Espejo mô tả khoa học đầu tiên năm 2002.